# Sierra de Santa Rita

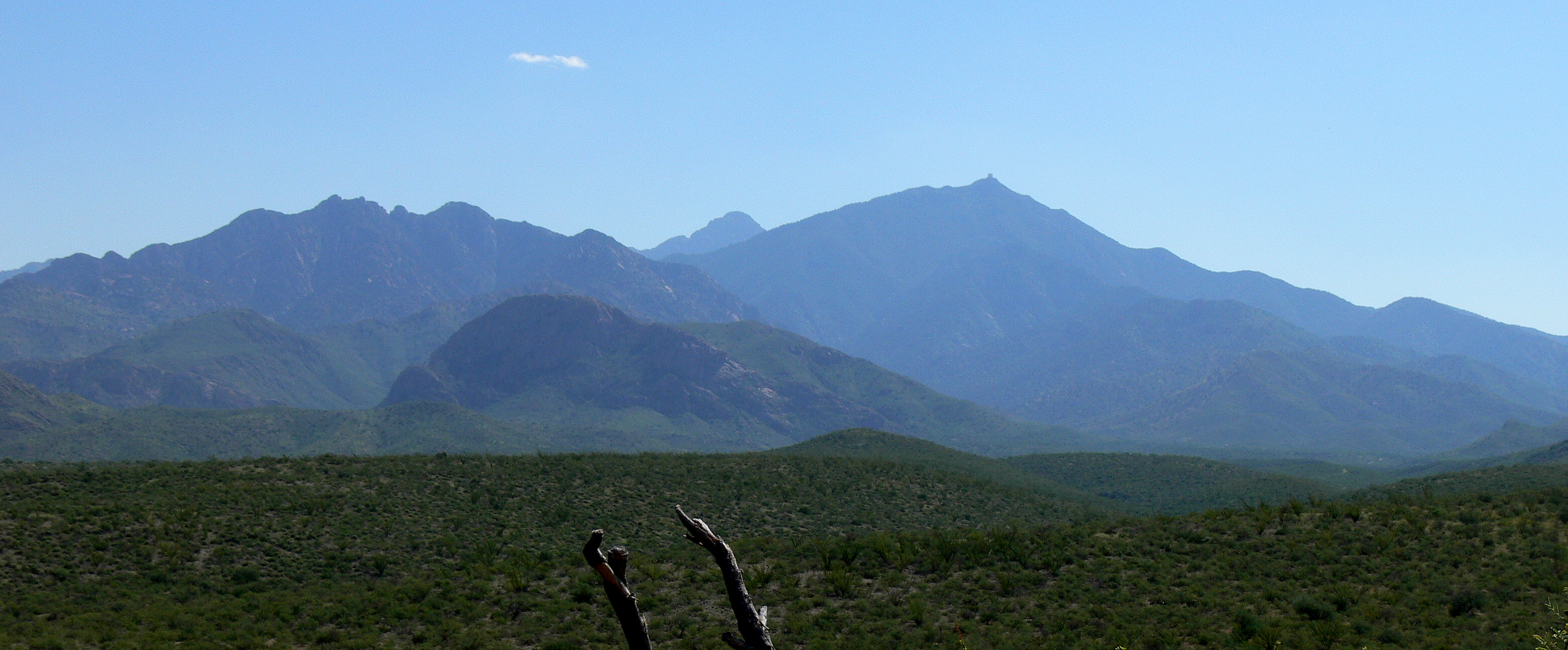
Sierra de Santa Rita desde el camino del Monte Hopkins. El monte Wrightson, el pico más alto de la cordillera está en la parte posterior al centro de la foto. A la derecha, dando la impresión de mayor altitud está la cima del monte Hopkins, hogar del observatorio Fred Lawrence Whipple.

La sierra de Santa Rita (del inglés: Santa Rita Mountains) se localiza a 65 km (40.4 millas) al sureste de Tucsón en Arizona. Se extiende unos 42 km (26.1 millas) de norte a sur, para luego dirigirse hacia el sureste. El punto más alto en la cadena, y el más alto en el territorio de Tucsón, es el monte Wrightson, que posee una elevación de unos 2881 metros (9452 pies). La cadena montañosa incluye en sus dominios al cañón de Madera, uno de los principales sitios de observación de aves del mundo. El observatorio Fred Lawrence Whipple, del Instituto Smithsoniano, se ubica en el monte Hopkins.
La sierra de la Santa Rita se localiza principalmente dentro del bosque Nacional de Coronado. Antes de 1908 eran el principal componente del bosque Nacional de Santa Rita, el cual se unió con otros bosques más pequeños para formar el de Coronado. La sierra de Santa Rita sufrieron incendios considerables en julio del 2005 durante el incendio de Florida.
Otras cadenas montañosas que rodean al valle de Tucsón incluyen a la sierra de Santa Catalina, la sierra del Rincón, la sierra de Tucsón y la sierra de las Tortolitas.